# The Wanderer (cykl Roberta Bulwera-Lyttona)
The Wanderer – cykl liryczny angielskiego poety Roberta Bulwera-Lyttona, piszącego pod pseudonimem Owen Meredith, syna powieściopisarza Edwarda Bulwera-Lyttona, opublikowany w tomie Poems by Owen Meredith, wydanym w 1859. Poemat jest poprzedzony trzyczęściowym prologiem napisanym strofą ośmiowersową. Dzieli się na sześć ksiąg zatytułowanych kolejno In Italy, In France, In England, In Switzerland, In Holland i Palingenesis.  Jest zamknięty trzyczęściowym epilogiem.
Sweet are the rosy memories of the lips,
That first kiss'd ours, albeit they kiss no more:
Sweet is the sight of sunset-sailing ships,
Altho' they leave us on a lonely shore:
Sweet are familiar songs, tho' Music dips
Her hollow shell in Thought's forlornest wells:
And sweet, tho' sad, the sound of midnight bells.
When the oped casement with the night-rain drips.